# Alan Rankin
Alan Rankin é um sonoplasta norte-americano. Como reconhecimento, foi nomeado ao Oscar 2010 na categoria de Melhor Edição de Som por Star Trek.